# Maciejowice (gromada w powiecie grodkowskim)
Maciejowice – dawna gromada, czyli najmniejsza jednostka podziału terytorialnego Polskiej Rzeczypospolitej Ludowej w latach 1954–1972.
Gromady, z gromadzkimi radami narodowymi (GRN) jako organami władzy najniższego stopnia na wsi, funkcjonowały od reformy reorganizującej administrację wiejską przeprowadzonej jesienią 1954 do momentu ich zniesienia z dniem 1 stycznia 1973, tym samym wypierając organizację gminną w latach 1954–1972.
Gromadę Maciejowice z siedzibą GRN w Maciejowicach utworzono – jako jedną z 8759 gromad na obszarze Polski – w powiecie grodkowskim w woj. opolskim, na mocy uchwały nr VII/20/54 WRN w Opolu z dnia 4 października 1954. W skład jednostki weszły obszary dotychczasowych gromad Maciejowice, Janowa, Starowice i Białowieża ze zniesionej gminy Maciejowice oraz Nieradowice ze zniesionej gminy Otmuchów Wieś w tymże powiecie. Dla gromady ustalono 13 członków gromadzkiej rady narodowej.
31 grudnia 1959 do gromady Maciejowice włączono wieś Ogonów ze zniesionej gromady Goworowice w tymże powiecie.
31 grudnia 1961 do gromady Maciejowice włączono wsie Ligota Wielka, Lubiatów i Lasowice ze zniesionej gromady Ligota Wielka w tymże powiecie. 
Gromada przetrwała do końca 1972 roku, czyli do kolejnej reformy gminnej.